# Limnochóri (Flórina)
Limnochóri, en grec moderne : Λιμνοχώρι, est un village du dème d'Amýnteo, district régional de Flórina, en Macédoine-Occidentale, Grèce.
Selon le recensement de 2011, la population du village compte 257 habitants.